# Deák Lőrinc
Deák Lőrinc, Rausch Lőrinc Rudolf (Újpest, 1893. december 1. – Budapest, 1980. március 7.) színész, színigazgató.

## Életútja
1911. október 19-én Győrben lépett színipályára dr. Patek Béla igazgatása alatt, mint kardalos. 1912-től 1914-ig Miklósy Gábornál mint táncoskomikus, 1915-től 1917-ig (Ungvár–Munkács) Krémer Sándor igazgatása alatt és ugyanezen időben (Miskolc–Eger) Palágyi Lajosnál ugyancsak mint táncoskomikus működött. 1918-ban bevonult katonának. 1919–20-ban Békéscsabán Csáky Antal igazgatónál szerelmes-színészként és művezető-főrendezőként is működött. 1920-tól színigazgató volt. 1930-tól a Dunántúlon fordult meg társulatával. 1931 és 1936 között kerületéhez tartozott Kispest, 1935–36-ban pedig Hódmezővásárhely. 1938–39-ben Beregszászon, Csapon, Sátoraljaújhelyen és Csepelen léptek fel társulatával. 1939-től vidéki társulatok, 1943–1945-ben a kassai társulat színésze és rendezője volt. A második világháború során orosz hadifogságba került, majd hazatérését követően 1946–47-ben Kaposvárott és Székesfehérvárott működött mint igazgató. 1947-ben engedélyét bevonták. 1948-ban a Művész, 1949–ben az Állami Bányász Színház, 1950-től a Honvéd Színház,  1951-től a Magyar Néphadsereg Színházában, 1955–1957-ben a Madách Színházban lépett fel.

## Családja
Rausch Lőrinc géplakatos és Schmidt Julianna fiaként született. 1914. február 15-én Békéscsabán feleségül vette Sebesy Irén Juliannát. Második neje Gyürki Rózsi színésznő, született 1896-ban Szegeden, színipályára lépett 1919-ben Békéscsabán, Csáky Antalnál mint hősnő. 1920-ban kötöttek házasságot.

## Fontosabb szerepei
- Kis Bálint (Szigligeti Ede: Csikós)
- Ágoston (Zilahy Lajos: A hazajáró lélek)
- Kreón (Szophoklész: Antigoné)